# Nemoria splendidaria
Nemoria splendidaria là một loài bướm đêm trong họ Geometridae.